# Ofensiva “Castigo a la Fuerza Armada antidemocrática”
La Ofensiva “Castigo a la Fuerza Armada antidemocrática” fue una ofensiva limitada del FMLN lanzada entre el 20 de noviembre de 1990 y el 31 de diciembre de 1990 contra el gobierno de El Salvador.   
Su objetivo era acabar con la resistencia del gobierno de El Salvador de hacer la paz con el FMLN. La ofensiva terminó con una victoria parcial del FMLN, ya que consiguió acabar parcialmente con la superioridad aérea del ejército salvadoreño, una ventaja clave suya frente al FMLN.  

## Preludio
Después de la Ofensiva Hasta el Tope, y la masacre de los jesuitas, el gobierno de El Salvador se sintió obligado a hacer en serio las negociaciones de paz con el FMLN a causa de la presión internacional causada por los sucesos y la realización, de que el FMLN no estaba debilitado. Esas conversaciones de paz empezaron en julio de 1990. Sin embargo las conversaciones de paz entre los rebeldes y los representantes del gobierno se habían estancado en torno a la reforma militar. Los rebeldes exigían una purga o el desmantelamiento del ejército, mientras que el gobierno insistía en que las Fuerzas Armadas fuesen intocables. Además exigían la rendición incondicional del FMLN.
Por ello el FMLN sintió la necesidad de lanzar otra ofensiva militar contra las Fuerzas Armadas, mas focalizada, debido a sus escasos recursos pero concentrada sobre blancos militares. El objetivo era realizar aniquilamientos importantes y golpear los medios aéreos salvadoreños, sobre los cuales se basaba en buena parte la moral de las tropas suyas en tierra. 

## La ofensiva
La nueva ofensiva regional comenzaría con un ataque a la FAS, ejecutado por los comandos urbanos de la FAL. El ataque comenzó el 20 de noviembre de 1990 a las 11 p. m. Se realizó en cuatro frentes de guerra: San Salvador, Guazapa, Chalatenango y Usulután, y se acompañó con un componente de sabotaje al sistema eléctrico en el país. El objetivo era atacar diferentes cuarteles militares en diferentes ciudades para atraer a la Fuerza Aérea a esos lugares. Una vez llegados, esos aviones serían atacados con misiles tierra aire del tipo MANPAD que habían recibido por primera vez de origen soviético y estadounidense.
Gracias a ellos el FMLN pudo destruir por primera vez aviones ofensivos de las Fuerzas Armadas de El Salvador, que eran la mayor amenaza para los guerrilleros. El FMLN derribó así tres aviones y adicionalmente tres helicópteros. Averió además nueve helicópteros más lo que significó junto con lo demás el fin de la hegemonía total de la superioridad aérea del gobierno en El Salvador. Adicionalmente, a pesar de que los ataques por tierra contra los cuarteles militares fueron rechazados, el batallón de élite Bracamonte, posicionado cerca de Honduras, fue derrotado más tarde a causa de esa pérdida parcial de la superioridad aérea, por lo que parte de ellos tuvo que incluso huir en desbandada a causa de ello hacia Honduras el 12 de diciembre de 1990.
Después la ofensiva empezó a disminuir en magnitud. Terminó luego finalmente el 31 de diciembre de 1990.

## Consecuencias
De esa manera, al lograr golpear duramente a la fuerza aérea del gobierno con el uso de misiles antiaéreos, el FMLN pudo demostrar que era una fuerza político-militar que no había perdido ninguna capacidad operativa; al contrario, se encontraba fortalecido y en crecimiento.
Además esa derrota parcial y la presencia de esos misiles tierra-aire causaron a que desde entonces la Fuerza Aérea operase por la noche habiendo perdido así parte de su poder al respecto. Eso, su peor situación militar como resultado de la ofensiva y la presión internacional a que acabase la guerra causada por la masacre de los jesuitas causaron a que el gobierno de El Salvador estuviese entonces dispuesto a negociar en serio con el FMLN bajo igualdad de condiciones. Eso llevó finalmente a los Acuerdos de Paz de Chapultepec en 1992.